# Eucosmophora pithecollobiae
Eucosmophora pithecollobiae là một loài bướm đêm thuộc họ Gracillariidae. Nó được tìm thấy ở Belize và Florida.
Chiều dài cánh trước là 3-3.9 mm đối với con đực và 3.3–4 mm đối với con cái.
Ấu trùng ăn Pithecollobium guadalupense, Pithecollobium macrandrium và Pithecollobium unguis-cati. Chúng ăn lá nơi chúng làm tổ. 